# Cours de morale en France
Pour les autres pays, voir Cours de morale.

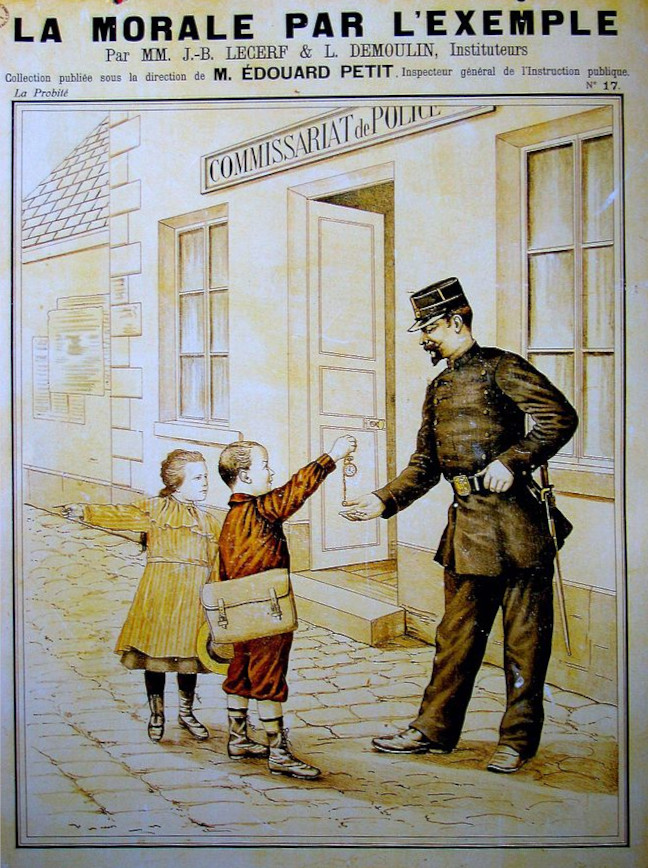
Une des nombreuses valeurs autrefois enseignée dans les écoles. Garder un objet trouvé c'est voler !

Les cours de morale ou leçons de morale au sein des écoles de la République française ont été originellement introduits dans la foulée des lois Jules Ferry de 1881 et 1882. Elles ont pour but d'inculquer uniformément certaines valeurs.

## Histoire

### Adoption des cours de morale
Les cours de morale dans l'enseignement français sont introduits dans la foulée des lois Jules Ferry de 1881 et 1882 et sont rapidement devenus un pilier de l’enseignement français. La loi du 28 mars 1882 précise pour l'enseignement primaire : " L'enseignement de la morale doit s'appuyer sur des exemples, des récits, des observations familières, des maximes empruntées à l'expérience. L'on recommande que le premier quart d'heure de chaque journée de classe soit consacré à l'enseignement de la morale." 
L'enseignement va être cadencé. Au début de l'année les leçons commencent par la vie familiale, continuent par la vie à l'école puis les devoirs envers la patrie, les règles de la vie corporelle, les qualités et les défauts individuels pour finir par les devoirs vis-à-vis de la société.

### Suppression des cours de morale et réintroduction graduelle
Après les événements de Mai 1968, les cours de morale sont abolis du système scolaire français.
En 1985, Jean-Pierre Chevènement, alors ministre de l'éducation, inscrit l'éducation civique au programme des écoles primaires, un mouvement considéré comme un premier pas vers le retour de la morale à l’école. Il souhaite également que les paroles de La Marseillaise soient enseignées aux élèves.
Puis en 1995, François Bayrou définit les finalités de l'enseignement de l'éducation civique comme « comprendre le monde contemporain et agir sur lui en personne libre et responsable, être présent et actif au sein de la cité, exigent la connaissance du monde dans sa diversité et son évolution. »
En 1999, Claude Allègre, ministre de l'éducation nationale et Ségolène Royal, déléguée à l'enseignement scolaire, décident de créer un programme d'éducation civique, juridique et sociale (ECJS) pour les lycéens. Les enseignants devront y consacrer deux heures chaque mois.
En 2008, le terme « morale » refait surface avec Xavier Darcos qui remplace l'éducation civique par de « l'instruction civique et morale ». Un arrêté proclamé le 9 juin 2008 fixant les programmes d'enseignement de l'école primaire prévoit que les élèves « découvrent les principes de la morale, qui peuvent être présentés sous forme de maximes illustrées et expliquées par le maître au cours de la journée. »
En 2011, Luc Chatel, ministre de l'éducation nationale, annonce dans un entretien dans Le Parisien un retour des leçons de morale à l'école primaire : Pas forcément tous les matins, mais le plus régulièrement possible, le maître va maintenant consacrer quelques minutes à un petit débat philosophique, à un échange sur la morale, expliquait-il.
En 2015, l'Enseignement moral et civique ou (EMC) entre en vigueur pour toutes les maternelles publiques de France.

## Réintroduction partielle des cours de morale en France

### Opinion
En 2014, le sondage du magazine Marie Claire pose la question suivante : « Pour ou contre le retour de la morale à l’école ? »
| Non : (2,9 %) |  |  | Partagée : (26,9 %) |  | Oui : (70,3 %) |

- 70.3% pour « Oui, notre société en a grandement besoin »
- 26.9% pour « Je suis partagée, j’attends de connaître le contenu du programme »
- 2.9% pour « Non, ces valeurs dépendent uniquement de l’éducation parentale »

### Contenus
1. L'introduction aux notions de la morale
- le bien et le mal
- le vrai et le faux
- la sanction et la réparation
- le respect des règles
- le courage
- la loyauté
- la franchise
- le travail
- le mérite individuel

2. Le respect de soi
- la dignité
- l'honnêteté par rapport à soi-même
- l'hygiène
- le droit à l'intimité
- l'image que je donne de moi-même (en tant qu'être humain)
- la protection de soi

3. La vie sociale et le respect des personnes
- les droits et les devoirs
- la liberté individuelle et ses limites
- l'égalité (des sexes, des êtres humains)
- la politesse
- la fraternité
- la solidarité
- l'excuse
- la coopération
- le respect
- l'honnêteté vis-à-vis d'autrui
- la justice
- la tolérance
- la maîtrise de soi (être maître de ses propos et de ses actes)
- la sécurité des autres

4. Le respect des biens
- le respect du bien d'autrui
- le respect du bien public

## Controverses
Depuis l'adoption de la loi du 28 mars 1882 sur la laïcité, l'intégration de « […] l’instruction morale et civique […] » dans les programmes des établissements d'enseignement primaire et secondaire en France a été constamment encouragée.
Cette matière est parfois accusée d’être influencée par les différents contextes politiques et sociaux, entraînant des approches méthodologiques différentes selon les établissements et les enseignants.
Durant les années 1960, l'éducation morale et civique est critiquée pour véhiculer des préjugés et une morale stigmatisante. Elle a été retirée des programmes à la suite des réformes de 1969 et 1977.